# Jan Kulpa

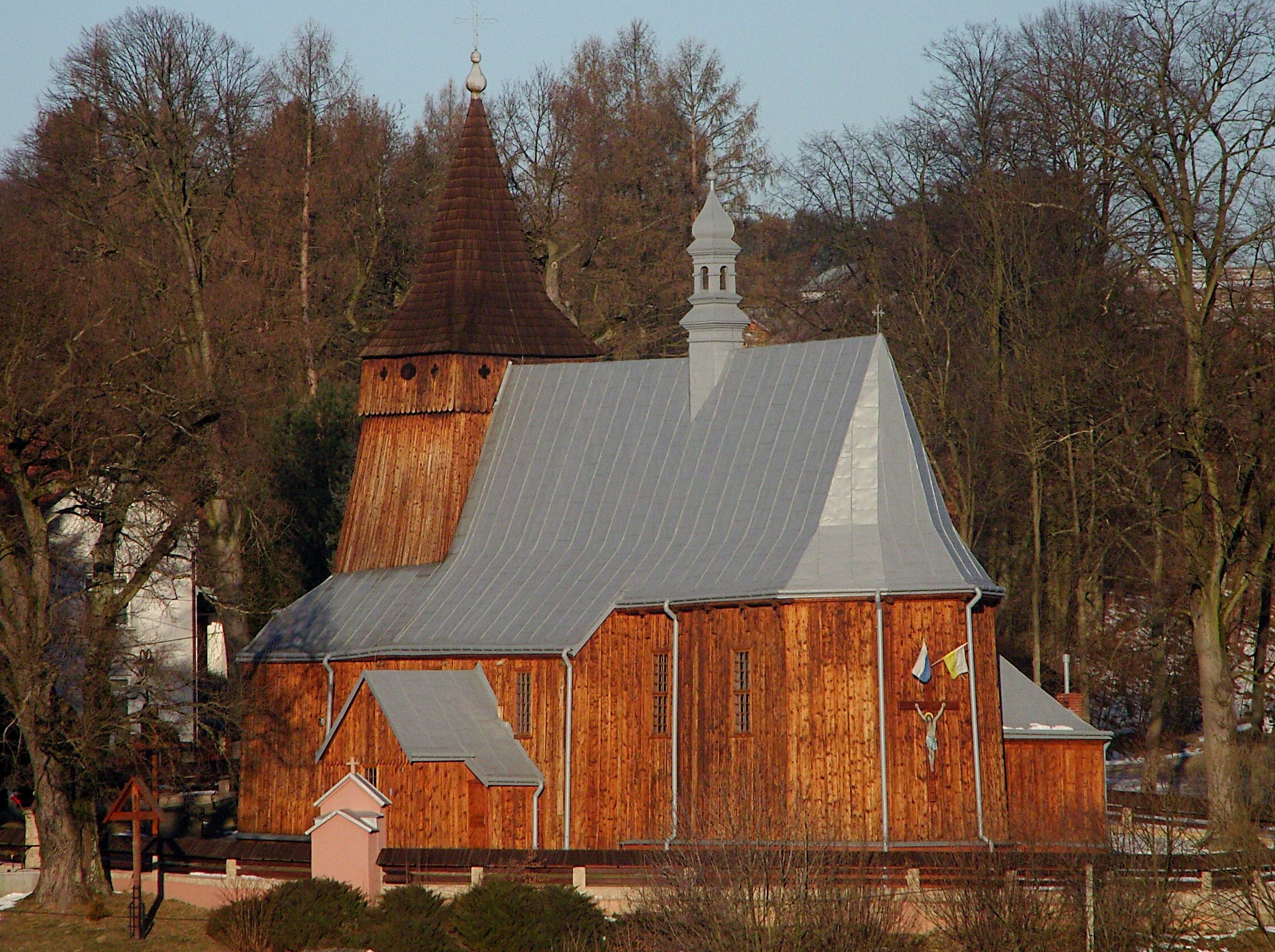
Kościół św. Anny w Święcanach z 1520

Jan Kulpa (ur. 17 stycznia 1934 w Grodzisku Górnym, zm. 25 października 2021 w Rzeszowie) – polski duchowny rzymskokatolicki, prałat, Kapelan Honorowy Ojca Świętego (1983), kaznodzieja, działacz samorządowy i społeczny, duszpasterz polonijny w Stanach Zjednoczonych oraz NSZZ RI „Solidarność", administrator, a następnie proboszcz parafii św. Anny w Święcanach w latach 1964–2005, były wicedziekan dekanatu jasielskiego.

## Życiorys
Urodził się 17 stycznia 1934 w Grodzisku Górnym, jako najmłodsze dziecko Walentego i Marii z domu Urban. Chrzest święty przyjął w kościele św. Barbary w Grodzisku Dolnym. Ukończył szkołę podstawową w rodzinnej miejscowości, a następnie Państwowe Gimnazjum i Liceum im. Bolesława Chrobrego w Leżajsku. Po złożeniu egzaminu maturalnego wstąpił do Wyższego Seminarium Duchownego w Przemyślu. Święcenia kapłańskie przyjął 1 czerwca 1958 z rąk biskupa diecezjalnego przemyskiego Franciszka Bardy. Będąc neoprezbiterem, został skierowany jako wikariusz do parafii św. Zofii i św. Szczepana w Laszkach koło Jarosławia. Tam pracował przez trzy lata. W 1961 jako wikariusz rozpoczął posługę w Święcanach koło Biecza. 17 lipca 1964 z powodu choroby miejscowego proboszcza ks. Władysława Pawikowskiego i na jego prośbę został mianowany administratorem parafii. Natomiast po śmierci ks. Władysława Pawikowskiego, w 1975 został instalowany proboszczem parafii św. Anny w Święcanach. Z biegiem lat ukończył trzyletnie studium Duszpasterstwa Wsi na Katolickim Uniwersytecie Lubelskim. 5 maja 1974 został mianowany wicedziekanem dekanatu jasielskiego, wówczas wchodzącego w skład diecezji przemyskiej. Urząd ten piastował przez kilkanaście lat. Zaangażował się w budowę kościołów filialnych w parafii, w której piastował funkcję proboszcza. W 1966 wybudował kaplicę „na Przechodach”, powiększaną kolejno w 1969 i 1983. Kolejne kościoły filialne wznoszone z jego inicjatywy powstawały w Siepietnicy (1974) i „na Czermiance” (1975). Brał także udział m.in. w poświęceniu kaplic i salek katechetycznych, które w tym czasie były budowane na terenie dekanatu, m.in. w parafii św. Mikołaja i Imienia Maryi w Bączalu Dolnym (kościół dojazdowy w Lipnicy Górnej) i w Trzcinicy. Jako kaznodzieja prowadził liczne rekolekcje parafialne, głównie na terenie diecezji przemyskiej i tarnowskiej. Od 1967 za pozwoleniem ks. bpa Ignacego Tokarczuka cykliczne wyjeżdżał do Stanów Zjednoczonych, gdzie prowadził nabożeństwa maryjne i wspomagał miejscowych duszpasterzy opiekujących się Polonią amerykańską. Po reorganizacji struktur Kościoła katolickiego w Polsce ogłoszonej bullą papieską Totus Tuus Poloniae populus, od 1992 został inkardynowany do pracy w nowo utworzonej diecezji rzeszowskiej. W 1994 pełnił funkcję delegata bpa Kazimierza Górnego – ordynariusza rzeszowskiego z racji stulecia parafii Najświętszego Serca Pana Jezusa w New Britain w stanie Connecticut. W trakcie jego posługi kapłańskiej w Święcanach stan duchowny w tej parafii podjęło 15 kapłanów i 4 siostry zakonne. W 2005 z racji osiągniętego wieku przeszedł na emeryturę i jako rezydent zamieszkał w parafialnym domu księży seniorów przy plebanii w Święcanach. W 2008 świętował złoty jubileusz 50-lecia kapłaństwa, a 26 lipca 2018 w trakcie odpustu parafialnego 60-lecie święceń kapłańskich.
W chwili powstania NSZZ „Solidarność" czynnie zaangażował się w jego działalność. Niedługo po zarejestrowaniu, w 1981 został duszpasterzem NSZZ „Solidarność" Rolników Indywidualnych, za co w 1996 został uhonorowany przez Prezydium Rady Krajowej Dyplomem Honorowego Członka NSZZ RI „Solidarność". W 1994 został wybrany radnym gminy Skołyszyn. W 1997 wszedł w skład Gminnej Komisji Rozwiązywania Problemów Alkoholowych. Jako radny Rady Gminy Skołyszyn włączył się również w zagadnienia związane z modernizacją dróg gminnych i powiatowych oraz problemami społecznymi i gospodarczymi mieszkańców.
Zmarł 25 października 2021 roku w Szpitalu MSWIA w Rzeszowie. Pogrzeb odbył się 27 października 2021 roku o 13:00 w Kościele św. Anny w Święcanach. Uroczystość prowadził biskup Edward Białogłowski.

## Życie prywatne
Był piątym i najmłodszym dzieckiem Walentego i Marii z domu Urban. Miał trzy siostry: Anielę, Salomeę i Helenę oraz jednego brata - Stanisława, który zmarł po 6 miesiącach od urodzenia.

## Godności i odznaczenia kościelne
- Expositorium Canonicale (od 1971) z przywilejem noszenia Rokiety i Mantoletu (1979)[11],
- Kapelan Honorowy Ojca Świętego (1983)[12],
- Kanonik Gremialny Bieckiej Kapituły Kolegiackiej (2003)[13], przeniesiony do grona Kanoników Honorowych, a następnie Kanoników Emerytów[14] tejże kapituły.